# Because of You (album de Ne-Yo)
Pour les articles homonymes, voir Because of You.
Albums de Ne-Yo
In My Own Words
(2006) Year of the Gentleman
(2008)
Because of You est le 2e album studio de Ne-Yo. Cet album est sorti le 25 avril 2007.

## Liste des pistes
| #  | Titre                                                                              | Producteur(s)         | Durée |
| -- | ---------------------------------------------------------------------------------- | --------------------- | ----- |
| 1  | Because of You                                                                     | StarGate              | 3:46  |
| 2  | Crazy (avec la participation de Jay-Z)                                             | Ron "Neff-U" Feemster | 4:21  |
| 3  | Can We Chill                                                                       | Eric Hudson           | 4:24  |
| 4  | Do You                                                                             | The Heavyweights      | 3:48  |
| 5  | Addicted                                                                           | Shea Taylor           | 3:46  |
| 6  | Leaving Tonight (avec la participation de Jennifer Hudson)                         | Knobody               | 5:15  |
| 7  | Ain't Thinking About You                                                           | Eric Hudson           | 3:41  |
| 8  | Sex with My Ex                                                                     | Shea Taylor           | 3:39  |
| 9  | Angel                                                                              | Syience               | 3:28  |
| 10 | Make It Work                                                                       | Shea Taylor           | 4:09  |
| 11 | Say It                                                                             | Keys                  | 4:41  |
| 12 | Go On Girl                                                                         | StarGate              | 4:21  |
| *  | That's What It Does (bonus disponible sur les versions japonaises et britanniques) | Shea Taylor & Ne-Yo   | 3:32  |
| *  | Spotlight (bonus disponible sur la version japonaises)                             | The Heavyweights      | 4:04  |

## Certifications
| Pays              | Certification | Unités certifiées |
| ----------------- | ------------- | ----------------- |
| États-Unis (RIAA) | Platine       | 1 000 000         |
| Royaume-Uni (BPI) | Or            | 100 000           |